# Monocephalus
Monocephalus là một chi nhện trong họ Linyphiidae.